# Румянцева, Галина Алексеевна
Румя́нцева Гали́на Алексе́евна (23 июня 1927, Сестрорецк, СССР — 17 сентября 2004, Санкт-Петербург) — советская художница, живописец, член Санкт-Петербургского Союза художников (до 1992 года — Ленинградской организации Союза художников РСФСР). Младшая сестра художницы Капитолины Румянцевой и родная тетка художника Владимира Шинкарева.

## Биография
Галина Алексеевна Румянцева родилась 23 июня 1927 года в городе Сестрорецке Ленинградской области.
В 1945 году поступила в Таврическое художественно-педагогическое училище, которое окончила в 1950 году. Дипломная работа — картины «Ломоносов на заседании Академического Совета» и «Ломоносов в химической лаборатории». В 1951 была принята на живописный факультет Ленинградского института живописи, скульптуры и архитектуры имени И. Е. Репина. Занималась у Александра Зайцева, Василия Соколова, Леонида Худякова. В 1957 окончила институт по мастерской Бориса Иогансона с присвоением звания художника живописи. Дипломная работа — картина «Из клуба».
С 1958 года участвовала в выставках, экспонируя свои работы вместе с произведениями ведущих мастеров изобразительного искусства Ленинграда. Писала пейзажи, натюрморты, портреты, жанровые и исторические картины. В 1958 году принята в члены Ленинградского Союза художников. Ведущая тема творчества — детские образы. Манера письма развивалась от строгого объективизма и традиционных приёмов натурной живописи в сторону импрессионистического обогащения и усиления этюдизма. В работах 1970—1980-х годов усиливается декоративность, условность композиции, обобщённость рисунка. Активно использовала разбел краски для достижения пленэрности. Автор картин «Из клуба» (1957), «Вечер на Волге», «Мальчик» (обе 1958), «Проводы», «Тихий час» (обе 1959), «Девушка в панаме» (1960), «На работу» (1961), «Пасмурный день» (1962), «Магазин», «Маки» (обе 1964), «Голубой вечер» (1972), «Отдых» (1973), «Моя бабушка», «Обнажённая» (обе 1975), «Художники на пленэре», «Сон» (обе 1980) и других.
В начале 1990-х годов работы Галины Алексеевны Румянцевой в составе экспозиций произведений ленинградских художников были представлены европейским зрителям на целом ряде зарубежных выставок.
Скончалась 17 сентября 2004 года в Санкт-Петербурге на 78-м году жизни.
Произведения Г. А. Румянцевой находятся в музеях и частных собраниях в России, США, Бельгии, Италии, Франции и других странах.

## Выставки
- 1957 год (Ленинград): 1917—1957. Выставка произведений ленинградских художников.
- 1958 год (Москва): Всесоюзная выставка дипломных работ студентов художественных вузов СССР выпуска 1957 и 1958  годов, с участием Златы Бызовой, Ивана Варичева, Елены Гороховой, Владимира Прошкина, Олега Еремеева, Владимира Малевского, Галины Румянцевой, Ильи Глазунова, Дмитрия Обозненко и других молодых художников.
- 1958 год (Ленинград): Осенняя выставка произведений ленинградских художников.
- 1960 год (Ленинград): Выставка произведений ленинградских художников.
- 1960 год (Москва): Советская Россия. Республиканская художественная выставка.
- 1961 год (Ленинград): Выставка произведений ленинградских художников 1961 года.
- 1962 год (Ленинград): Осенняя выставка произведений ленинградских художников, с участием Петра Альберти, Евгении Антиповой, Таисии Афониной, Всеволода Баженова, Николая Баскакова, Ивана Варичева, Валерия Ватенина, Ростислава Вовкушевского, Николая Галахова, Владимира Горба, Алексея Еремина, Энгельса Козлова, Бориса Корнеева, Александра Коровякова, Бориса Лавренко, Ивана Лавского, Валерии Лариной, Олега Ломакина, Гавриила Малыша, Евсея Моисеенко, Николая Мухо, Петра Назарова, Веры Назиной, Михаила Натаревича, Дмитрия Обозненко, Владимира Овчинникова, Льва Орехова, Сергея Осипова, Николая Позднеева, Галины Румянцевой, Глеба Савинова, Александра Семенова, Арсения Семенова, Елены Скуинь, Александра Столбова, Александра Татаренко, Виктора Тетерина, Николая Тимкова, Михаила Труфанова, Юрия Тулина,  Надежды Штейнмиллери других ленинградских живописцев.
- 1964 год (Ленинград): Ленинград. Зональная выставка.
- 1973 год (Ленинград): Наш современник. Третья выставка произведений ленинградских художников.
- 1974 год (Ленинград): Весенняя выставка произведений ленинградских художников.
- 1975 год (Ленинград): Наш современник. Зональная выставка произведений ленинградских художников.
- 1980 год (Ленинград): Зональная выставка произведений ленинградских художников.
- Январь 1992 года (Париж): Выставка «Санкт-Петербургская школа».
- Март 1992 года (Париж): Выставка «Санкт-Петербургская школа».
- 1994 год (Санкт-Петербург): Ленинградские художники. Живопись 1950-1980-х годов.
- 1994 год (Санкт-Петербург): Этюд в творчестве ленинградских художников 1940-1980-х годов.
- 1995 года (Санкт-Петербург): Лирика в произведениях художников военного поколения. Живопись. Графика.
- 1996 год (Санкт-Петербург): Живопись 1940-1990-х годов. Ленинградская школа.
- 1997 год (Санкт-Петербург): Связь времён. 1932—1997. Художники — члены Санкт-Петербургского Союза художников России.